# Acrodactyla orientalis
Acrodactyla orientalis là một loài tò vò trong họ Ichneumonidae.